# Ананд (Гуджарат)
Ананд (англ. Anand) — адміністративний центр округу Ананд у штаті Гуджарат, Індія. Він управляється муніципалітетом Ананд. Це частина регіону, відомого як Чаротар, що складається з районів Ананд і Хеда.
Ананд відомий як Молочна столиця Індії. Він став відомим завдяки молочній фабрикі Amul та її молочній революції завдяки трійці Amul: Трібхувандас Патель, Вергезе Курієн і Е. М. Далайя У цьому місті знаходиться головний офіс Gujarat Cooperative Milk Marketing Federation Ltd (GCMMF, яка є головною організацією для AMUL і кооперативних операцій зі збору молока), NDDB Індії, відома бізнес-школа - Інститут сільського менеджменту Ананда (IRMA), Відья Молочний завод і Аграрний університет імені Ананда. Іншим відомим освітнім центром є Валлабх Відх’янагар, освітнє передмістя Ананда, де є такі інститути, як BVM (Birla Vishvkarma Mahavidhyalaya), який є першим інженерним коледжем Гуджарату, GCET (Коледж інженерії та технологій GH Patel) ADIT (Технологічний інститут AD Patel). Університет Сардара Пателя є домом для близько 50 000 студентів з усієї Індії.

## Географія
Ананд знаходиться за адресою 22°34′ пн. ш. 72°56′ сх. д. / 22.57° пн. ш. 72.93° сх. д.. Його середня висота 39 м (128 футів). Площа міста 47.89 км.